# Вулиці Сватового
У цій статті наведено перелік вулиць, провулків, проспектів, площ та кварталів міста Сватове Луганської області станом на 1 січня 2018 року.

## Список
| Назва                     | Тип   | Примітки                                                                                         |
| ------------------------- | ----- | ------------------------------------------------------------------------------------------------ |
| 8 Березня                 | вул.  |                                                                                                  |
| 50-річчя Перемоги         | пл.   |                                                                                                  |
| Аграрна                   | вул.  |                                                                                                  |
| Базарний                  | пров. | колишні назви — Дзержинського (до 2015)                                                          |
| Бикова Леоніда            | вул.  | на честь Леоніда Бикова; колишня назва — Котовського (до 2015)                                   |
| Будівельника Забурдаєва   | пр.   | колишні назви — Забурдаєва (до 2016), вул. Жовтнева (до 1997)                                    |
| Будівельників             | кв.   |                                                                                                  |
| Ватутіна                  | вул.  | на честь Ватутіна                                                                                |
| Весела                    | вул.  |                                                                                                  |
| Ветеринарна               | вул.  |                                                                                                  |
| Вишневий                  | пров. |                                                                                                  |
| Волі                      | пл.   | інколи помилково — Свободи                                                                       |
| Гагаріна                  | вул.  | на честь Юрія Гагаріна                                                                           |
| Гладкова                  | вул.  |                                                                                                  |
| Гоголя                    | вул.  | на честь Миколи Гоголя                                                                           |
| Гончарівський             | пров. |                                                                                                  |
| Горького                  | вул.  | на честь Максима Горького                                                                        |
| Горького                  | пров. | на честь Максима Горького                                                                        |
| Громової Уляни            | вул.  | на честь Уляни Громової                                                                          |
| Грушевського              | вул.  | на честь Михайла Грушевського                                                                    |
| Державна                  | вул.  | колишні назви — Леніна (до 2016), Дворянська (до Жовтневого перевороту)                          |
| Дружби                    | вул.  | колишня назва — Комсомольська (до 2015)                                                          |
| Докучаєва                 | вул.  |                                                                                                  |
| Дябченка Павла            | вул.  | на честь Павла Дябченка, першого поселенця на території міста; колишня назва — Войкова (до 2015) |
| Залізничників             | кв.   |                                                                                                  |
| Залізничний               | пров. |                                                                                                  |
| Зарічна                   | вул.  | колишня назва — III Інтернаціонала (до 2015)                                                     |
| Заводський                | пров. |                                                                                                  |
| Заливна                   | вул.  |                                                                                                  |
| Затишна                   | вул.  | колишня назва — ім. 40 років Жовтня (до 2015)                                                    |
| Зелена                    | вул.  |                                                                                                  |
| Зелений кут               | пров. |                                                                                                  |
| Злагоди                   | м.    | колишня назва — пл. Радянська (до 2015)                                                          |
| Зоряна                    | вул.  | колишня назва — вул. ім. Комінтерна (до 2016)                                                    |
| Зоряний                   | пров. | колишня назва — пров. ім. Комінтерна (до 2016)                                                   |
| Карбишева                 | вул.  | на честь Дмитра Карбишева                                                                        |
| Каштановий                | пров. |                                                                                                  |
| Квітуча                   | пров. | колишня назва — пров. Чапаєва (до 2017)                                                          |
| Ковалівський              | пров. |                                                                                                  |
| Коваленка                 | вул.  | колишня назва — рос. ул. Гостинная (до 1965)                                                     |
| Козацької Слави           | вул.  | колишня назва — вул. ім. 40 років ВЛКСМ (до 2015)                                                |
| Козацький                 | пров. | колишня назва — пров. ім. 40 років ВЛКСМ (до 2015)                                               |
| Комарова                  | вул.  |                                                                                                  |
| Конституції               | вул.  | колишня назва — вул. ім. Артема (до 2015)                                                        |
| Короленка                 | вул.  |                                                                                                  |
| Корчагіна Павла           | пров. | на честь Павла Корчагіна — персонажа книги «Як гартувалася сталь»                                |
| Космодем'янської Зої      | вул.  |                                                                                                  |
| Котляревського            | пров. |                                                                                                  |
| Коцюбинського             | пров. |                                                                                                  |
| Кошового Олега            | вул.  |                                                                                                  |
| Красна                    | вул.  |                                                                                                  |
| Красноріченська           | вул.  |                                                                                                  |
| Красний                   | пров. |                                                                                                  |
| Крилова                   | вул.  |                                                                                                  |
| Кударя                    | вул.  | колишня назва — рос. ул. Железнодорожная (до 1965)                                               |
| Кузнечний                 | пров. |                                                                                                  |
| Куликовська               | вул.  |                                                                                                  |
| Куликовський              | пров. |                                                                                                  |
| Куп'янська                | вул.  |                                                                                                  |
| Кустарна                  | вул.  | колишні назви — вул. ім. Сасова (до 2015), Семенютівка (до 1917)                                 |
| Лісова                    | вул.  | колишня назва — вул. ім. Кірова (до 2015)                                                        |
| Ліхачова                  | вул.  |                                                                                                  |
| Лугова                    | вул.  |                                                                                                  |
| Макарова                  | вул.  |                                                                                                  |
| Малинова                  | вул.  | колишня назва — вул. ім. Щорса (до 2017)                                                         |
| Матросова                 | вул.  |                                                                                                  |
| Маяковського              | вул.  |                                                                                                  |
| Маяковського              | пров. |                                                                                                  |
| Мащенка                   | вул.  | на честь кінорежисера Миколи Мащенка; колишня назва — вул. ім. Фрунзе (до 2015)                  |
| Медова                    | вул.  | колишня назва — вул. ім. 20 років Жовтня (до 2015)                                               |
| Мирний                    | кв.   | колишня назва — кв. Луначарського (до 2015)                                                      |
| Миру                      | вул.  | колишня назва — вул. ім. Крупської (до 2015)                                                     |
| Мічуріна                  | вул.  | на честь науковця Мічуріна                                                                       |
| Молодіжна                 | вул.  |                                                                                                  |
| Мостовий                  | пров. |                                                                                                  |
| Набережна                 | вул.  |                                                                                                  |
| Набережна — Водокачка     | вул.  |                                                                                                  |
| Надії                     | пров. | колишня назва — пров. Комунарів (до 2015)                                                        |
| Невського Олександра      | вул.  |                                                                                                  |
| Нежурянська               | вул.  |                                                                                                  |
| Незалежності              | кв.   |                                                                                                  |
| Некрасова                 | вул.  |                                                                                                  |
| Новоселівка               | вул.  |                                                                                                  |
| Новостаробільска          | вул.  | у джерелі — Ново-Старобільська                                                                   |
| Озерна                    | вул.  |                                                                                                  |
| Островського              | вул.  |                                                                                                  |
| Парковий                  | пров. | колишня назва — пров. Пролетарський (до 2016)                                                    |
| Першотравнева             | вул.  |                                                                                                  |
| Першотравнева — Набережна | вул.  |                                                                                                  |
| Підгірна                  | вул.  |                                                                                                  |
| Підсонячна                | вул.  |                                                                                                  |
| Покрови                   | вул.  | колишня назва — вул. ім. Блудова (до 2017)                                                       |
| Польова                   | вул.  | колишня назва — вул. ім. Говорова (до 2015)                                                      |
| Польовий                  | пров. |                                                                                                  |
| Почтарьова                | вул.  |                                                                                                  |
| Привокзальна              | вул.  |                                                                                                  |
| Привокзальний             | пров. |                                                                                                  |
| Промінь                   | пров. |                                                                                                  |
| Промисловий               | пров. |                                                                                                  |
| Просіна                   | вул.  | колишня назва — вул. ім. Макара Жилкіна (до 2017)                                                |
| Проспектний               | пров. |                                                                                                  |
| Путієць                   | пров. |                                                                                                  |
| Пушкіна                   | вул.  |                                                                                                  |
| Пушкіна                   | пров. |                                                                                                  |
| Райдужний                 | пров. | колишня назва — пров. ім. А. Свистуна (до 2017)                                                  |
| Робоча                    | вул.  |                                                                                                  |
| Робочий                   | пров. |                                                                                                  |
| Розумного                 | вул.  |                                                                                                  |
| Роз'їздна                 | вул.  |                                                                                                  |
| Роз'їздний                | пров. |                                                                                                  |
| Садова                    | вул.  |                                                                                                  |
| Садово-Набережна          | вул.  |                                                                                                  |
| Садовий                   | пров. |                                                                                                  |
| Свободи                   | вул.  | колишня назва — вул. ім. Орджонікідзе (до 2015)                                                  |
| Слобожанська              | вул.  | колишні назви — вул. ім. Свердлова (до 2015), Дуванна (до 1930-х)                                |
| Слобожанський             | пров. | колишня назва — пров. ім. Свердлова (до 2015)                                                    |
| Смальківка-Солонці        | вул.  |                                                                                                  |
| Смерчинської Ганни        | вул.  | колишня назва — вул. ім. Бабушкіна (до 2015)                                                     |
| Сніжний                   | пров. |                                                                                                  |
| Сонячна                   | вул.  |                                                                                                  |
| Сосюри                    | вул.  | колишня назва — вул. ім. Дзержинського (до 2015)                                                 |
| Спартака                  | пров. |                                                                                                  |
| Стадіонна                 | вул.  |                                                                                                  |
| Степова                   | вул.  |                                                                                                  |
| Степовий                  | пров. |                                                                                                  |
| Столбового                | вул.  |                                                                                                  |
| Суворова                  | вул.  |                                                                                                  |
| Театральний               | пров. |                                                                                                  |
| Тельмана                  | вул.  |                                                                                                  |
| Тельмана                  | пров. |                                                                                                  |
| Титова                    | вул.  | в джерелі — Тітова                                                                               |
| Толстого                  | вул.  |                                                                                                  |
| Трудова                   | вул.  |                                                                                                  |
| Трударів                  | вул.  | до 2016 року — Пролетарська                                                                      |
| Тюленіна                  | пров. |                                                                                                  |
| Українки Лесі             | вул.  |                                                                                                  |
| Успенська                 | вул.  | до 2017 року — імені Водоп'янова                                                                 |
| Фотографа Фесенка         | вул.  | до 2015 року — 17 років Жовтня                                                                   |
| Франка                    | вул.  |                                                                                                  |
| Франка                    | пров. |                                                                                                  |
| Фурманова                 | вул.  |                                                                                                  |
| Фурманова                 | пров. |                                                                                                  |
| Хмельницького Богдана     | вул.  |                                                                                                  |
| Чайковського              | вул.  |                                                                                                  |
| Челюскінців               | вул.  |                                                                                                  |
| Черданцева                | пров. |                                                                                                  |
| Чернишевського            | вул.  |                                                                                                  |
| Чкалова                   | вул.  |                                                                                                  |
| Шевченка                  | вул.  |                                                                                                  |
| Шевченка                  | пров. |                                                                                                  |
| Широка                    | вул.  |                                                                                                  |
| Шкільна                   | пл.   |                                                                                                  |
| Шкільний                  | пров. |                                                                                                  |
| Южний                     | пров. |                                                                                                  |